# Maximio Ruiz
Maximio Ruiz (Antajé, Santiago del Estero, mayo de 1837 - Santiago del Estero, 1902) fue un comerciante, hacendado y político argentino que ejerció como gobernador de la provincia de Santiago del Estero entre 1889 y 1892.

## Biografía
Hijo de Pastora Alvarado y Manuel J. Ruiz, hacendado de la zona de Antajé —actualmente en el departamento Banda—, nació en esa localidad o en la capital provincial.
Se enroló como oficial para la Guerra del Paraguay, y posteriormente se radicó por un tiempo en la provincia de Entre Ríos, donde tuvo negocios con Justo José de Urquiza. Durante unos años se desconoce su paradero, hasta que —tras la caída de los hermanos Taboada— regresó a Santiago del Estero, donde se dedicó al comercio, a la ganadería y a la producción de vides y vinos.
En 1878 comenzó su actuación política, ejerciendo repetidamente como diputado provincial, y luego senador nacional. En el año 1889 fue elegido gobernador de su provincia, para suceder al caudillo local Absalón Rojas, que fue elegido senador nacional.
Asumió el cargo el 7 de octubre de 1889, llevando como ministro de Gobierno a Octavio Sosa, que luego sería reemplazado por Pablo Lascano, y de Hacienda a Jesús Fernández, que luego sería reemplazado por Gelasio Lagar. Durante su gestión se extendió el riego en la zona de influencia del río Dulce, se cavaron nuevos canales y una compuerta de riego principal, sobre la base de un impuesto particular para este servicio, y se realizaron obras de defensa para los casos de crecientes del río. Se creó un registro de Bienes Raíces y otras medidas tendientes a reorganizar los ingresos públicos. Se dispuso un impuesto particular para la explotación forestal, y otro para el alumbrado eléctrico.
Organizó servicios de mensajería, de recolección de basura, se organizó la compra de medicamentos para el Hospital, el servicio de serenos, y se construyeron varios caminos. En 1890 llegó a La Banda el Ferrocarril Central Argentino, ante lo cual el gobierno mandó construir un puente ferroviario —el llamado Puente Negro— entre esa ciudad y la capital, permitiendo la llegada del primer ferrocarril de trocha ancha a la ciudad. En 1891, a raíz de una epidemia de viruela, se mejoró el sistema sanitario de la ciudad y se inició la instalación de agua corriente en la capital. También se proyectaron dos líneas férreas, para comunicar el centro de la provincia con las localidades de San Pedro de Guasayán y con Lamadrid (Tucumán); ninguno de los dos proyectos se concretaría.
Se crearon algunos nuevos municipios, y se fundó los pueblos de Atamisqui, Fernández, Herrera, Icaño, Pinto, San Martín (actualmente Loreto) y Suncho Corral. Se construyeron nuevas escuelas, llegando a 201 escuelas en toda la provincia.
El 23 de junio, las fuerzas policiales se sublevaron, obligando a renunciar al gobernador; el vicegobernador cablegrafió al presidente Carlos Pellegrini, que ordenó al regimiento de infantería acantonado en la ciudad reprimir la sublevación. Casi sin derramamiento de sangre, el gobernador Ruiz reasumió el mando.
Ese mismo año se fundó el diario El País, dirigido por Mariano Gorostiaga, para oponerse al gobierno, pero la elección de Absalón Rojas pareció terminar con todas las discusiones y conflictos. No fue así: Rojas duró apenas 12 días en su cargo, hasta que una revolución lo derrocó y la intervención federal permitió la victoria del jefe del partido adversario, Gelasio Lagar. Tampoco este lograría completar su mandato, que fue interrumpido por una nueva intervención federal. A esta le sucedió Adolfo Ruiz, sobrino del exgobernador.
Maximio Ruiz pasó sus últimos años alejado del poder, y falleció en el año 1902.